# Numero bizzarro
In matematica, un numero bizzarro è un numero naturale abbondante ma non semiperfetto, ovvero n è bizzarro se la somma dei suoi divisori (escluso il numero stesso) è maggiore di n ma non esiste nessun sottoinsieme di questi divisori la cui somma è n.
Il più piccolo numero bizzarro è 70; un esempio di numero abbondante ma non bizzarro è 12, i cui divisori propri sono 1, 2, 3, 4 e 6 (che sommati danno 16) ma 2+4+6=12.
I primi numeri bizzarri sono 70, 836, 4030, 5830, 7192, 7912, 9272, 10430, ... È stato dimostrato che esistono infiniti numeri bizzarri, e che la sequenza di questi numeri ha una densità asintotica positiva.
Non è noto se esistano numeri bizzarri dispari; se ne esistono, devono essere maggiori di {\displaystyle 10^{17}}.
Stanley Kravitz ha dimostrato che se k è un intero positivo e Q un numero primo tali che
{\displaystyle R={\frac {2^{k}Q-(Q+1)}{(Q+1)-2^{k}}}}
è primo, allora
{\displaystyle n=2^{k-1}QR}
è un numero bizzarro. Con questa formula, trovò il numero bizzarro 
{\displaystyle n=2^{56}(2^{61}-1)153722867280912929\approx 2\cdot 10^{52}}
che per decenni rimase il numero bizzarro primitivo più grande conosciuto. Attualmente il record è 
{\displaystyle n=2^{5898}(2^{5900}-4529)(2^{5900}+4171)}
un numero di 5328 cifre.